# فرانسوا ژیرو
فرانسوا ژیرو (فرانسوی: Françoise Giroud‎; ۲۱ سپتامبر ۱۹۱۶ – ۱۹ ژانویهٔ ۲۰۰۳) فیلم‌نامه‌نویس، نویسنده و وزیر فرهنگ فرانسه از سال ۱۹۷۶ تا ۱۹۷۷ بود.
از فیلم‌ها یا مجموعه‌های تلویزیونی که وی در آن‌ها نقش داشته است، می‌توان به ماری کوری اشاره نمود.
وی همچنین برندهٔ جوایزی همچون لژیون دونور شده‌است.